# Chiesa di San Giorgio (Mezzano)
La chiesa di San Giorgio è la chiesa parrocchiale patronale di Mezzano in Trentino. Risale al XIV secolo.

## Storia
La prima citazione documentale di un luogo di culto dedicato a San Giorgio a Mezzano risale al 1360.
L'antico edificio medievale oltre tre secoli dopo venne riedificato e nel 1698 la chiesa venne elevata a dignità curiaziale, sussidiaria della pieve di Santa Maria Assunta di Primiero.
Nella prima metà del XVIII secolo l'edificio venne ampliato. Con ogni probabilità vennero realizzate in tale occasione le due navate laterali e fu eretto un nuovo prospetto. La solenne consacrazione venne celebrata nel 1782.
Nel XIX secolo la navata centrale venne arricchita con decorazioni ad affresco attribuite a Michele de Zorzi.
All'inizio del XX secolo fu oggetto di importanti restauri e nel 1910 venne elevata a dignità parrocchiale e in pieno periodo bellico, nel biennio 1943-1944, Vittorio Melchiori continuò la decorazione degli interni in particolare nel presbiterio e nella parte alta della navata centrale.
Un ultimo ciclo di restauri iniziò nel 1974 e venne ultimato nel 2003 interessando varie parti dell'edificio come l'ingresso e la zona del confessionale. Venne inoltre installato un sistema di allarme antifurto.